# 1791 en littérature
| Années de la littérature : 1788 - 1789 - 1790 - 1791 - 1792 - 1793 - 1794    |
| Décennies de la littérature : 1760 - 1770 - 1780 - 1790 - 1800 - 1810 - 1820 |

Cet article présente les faits marquants de l'année 1791 en littérature.

## Événements
- 14 septembre : Olympe de Gouges rédige la Déclaration des droits de la femme et de la citoyenne[1].
- 4 décembre : The Observer parait au Royaume-Uni[2].

- Karamzine fonde « le Journal de Moscou (ru) » (huit numéros, 1791-1792)[3].
- 150 publications de journaux et libelles en France pour 1791[4].

## Parutions
- 16 mars : première partie des Rights of Man (« Droits de l’Homme »), de Thomas Paine, diffusé à 200 000 exemplaires en Angleterre[5].
- 26 avril : James Mackintosh, Vindiciae Gallicae : Defence of the French Revolution, London, G. G. J. and J. Robinson,, 1791 (présentation en ligne), une réponse aux Réflexions sur la Révolution française d'Edmund Burke, parues l'année précédente.
- 16 mai : James Boswell, The Life of Samuel Johnson, LL.D., London, Printed by Henry Baldwin, for Charles Dilly, 1791 (présentation en ligne) (« La Vie de Samuel Johnson »), biographie[6].
- 13 septembre : Volney, Les Ruines : ou Méditation sur les révolutions des empires, Paris, chez Desenne, Volland, Plassan, libraires, août 1791 (présentation en ligne), ouvrage philosophique publié qui annonce le bonheur futur des hommes, fondé sur la liberté, est mentionné dans le Moniteur[7].

- Schiller publie Geschichte des Dreißigjährigen Kriegs (« Histoire de la guerre de Trente Ans ») en trois livraisons dans le Historischer Calender für Damen(« Calendrier historique des Dames », 1791, 1792, 1793), à Leipzig, à la demande de l'éditeur Georg Joachim Göschen[8].

- Almanach des demoiselles de Paris, de tout genre et de toutes les classes, A Paphos, de l’imprimerie de l’Amour, 1791 (présentation en ligne), répertoriant les prostituées parisiennes.

### Fictions
- 15 février[9] : Elizabeth Simpson Inchbald, The Simple story, London, printed for G. G. J. and J. Robinson, 1791 (présentation en ligne) (« Simple histoire »), en quatre volumes.
- 22 décembre[10] : Ann Radcliffe, The Romance of the Forest, London, T Hookham and J. Carpenter, 1791 (présentation en ligne) (« La Forêt ou l'Abbaye de Saint-Clair »), roman gothique en trois volumes.

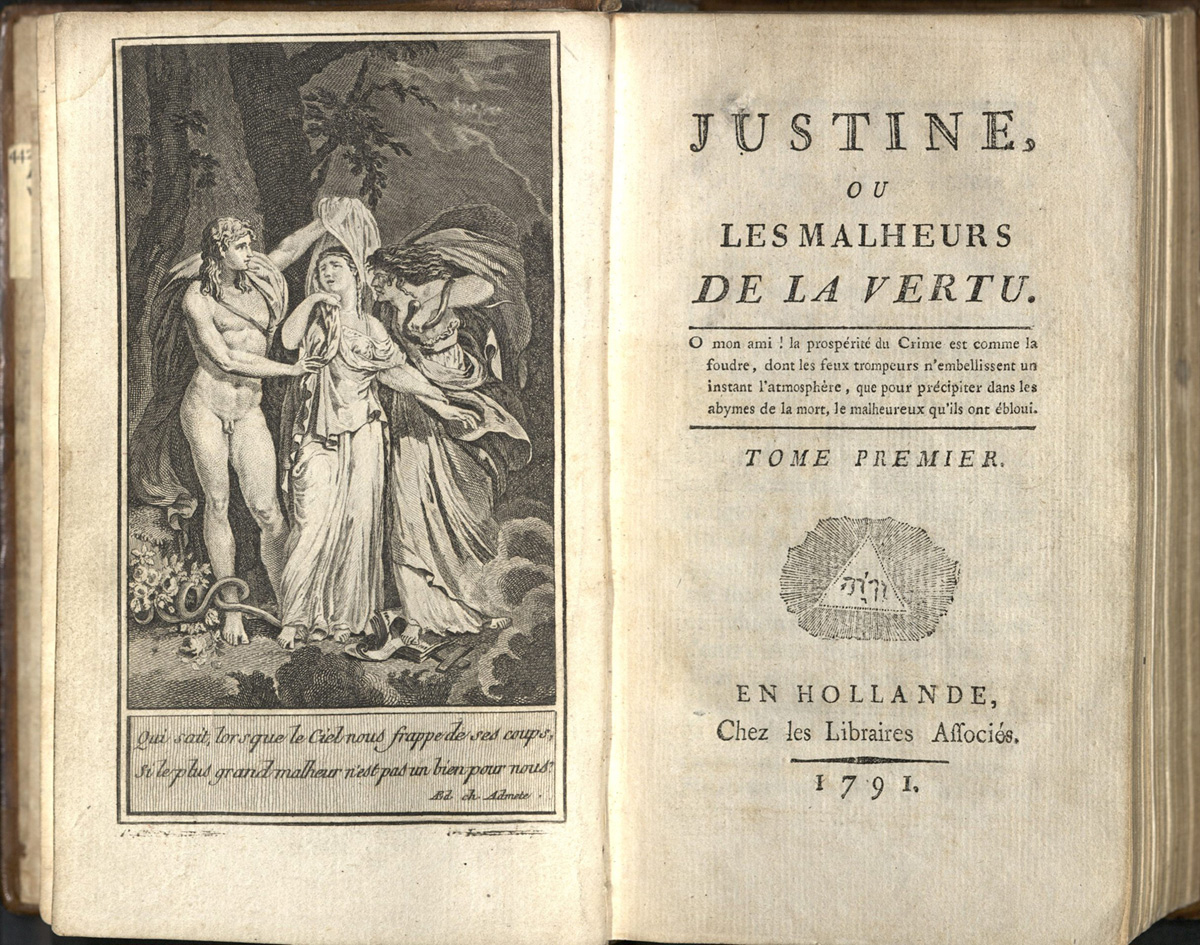

- Donatien Alphonse François de Sade, Justine ou les Malheurs de la vertu, en Hollande ( Paris), chez les libraires associés (Girouard), 1791 (deux volumes).
- Jean-Pierre Claris de Florian, Gonzalve de Cordoue : ou Grenade reconquise, vol. 1, Paris, Didot l'Aîné, 1791 (présentation en ligne), roman chevaleresque.
- Le Rêve dans le pavillon rouge, de l'écrivain chinois Cao Xueqin (Ts'ao Hsueh-Ch'in)[11].
- Bernardin de Saint-Pierre, La Chaumière indienne, Paris, De l'imprimerie de Monsieur, chez P. Fr. Didot le jeune, 1791 (présentation en ligne), première édition séparée.
- Jean-Baptiste Louvet de Couvray, Émilie de Varmont : ou le divorce nécessaire, et les amours du curé Sévin, vol. 1, Paris, Chez Bailly, 1791 (présentation en ligne), en trois volumes 2 3, roman.
- Susanna Rowson, Charlotte : a Tale of Truth, London, William Lane, at the Minerva Press, 1791 (présentation en ligne), roman renommé Charlotte Temple après la troisième édition américaine en 1797.
- Charlotte Turner Smith, Celestina : A Novel, vol. 1, London, Thomas Cadell, 1791 (présentation en ligne), roman en quatre volumes.

- William Blake, The French Revolution : A Poem, In Seven Books, London, printed for J. Johnson, 1791 (présentation en ligne) (« La Révolution française »), poème prophétique.

## Naissances
- 8 septembre : Virginie de Senancour (ou Eulalie de Senancour), écrivaine française, romancière et journaliste († 1876)